# Salón de belleza (novela)
Salón de belleza es una novela del escritor peruano-mexicano Mario Bellatin, publicada por primera vez en 1994. Ha sido traducida a 18 lenguas y fue elegida, en 2007, como una de las cien mejores novelas escritas en español durante los últimos veinticinco años previos.

## Argumento
A los dieciséis años de edad, el protagonista escapa de la casa de su madre y por consejo de un amigo, emprende un viaje al norte del país para trabajar e instalarse en un hotel para hombres. Seis años después, habiendo acumulado algún capital, regresa a su lugar de origen y decide inaugurar un salón de belleza que pronto goza de una nutrida clientela femenina.  Por las noches, cuando éste cierra, el dependiente y sus dos empleados se visten de mujeres y salen en busca de hombres a las principales avenidas de la ciudad. Entre tanto, una desconocida enfermedad comienza a cobrar víctimas con rapidez, motivo por el cual el protagonista siente la necesidad de hospedar en el salón de belleza a unos cuantos moribundos. Así, el salón, poco a poco, es convertido en un «moridero», cuya labor no es la de rehabilitar enfermos sino la de ofrecerse como un sitio para que éstos pasen sus últimos días.
De manera paralela a lo anterior, el protagonista cultiva un incipiente gusto por la crianza de peces de acuario: Guppys Reales, Carpas Doradas, Monjitas, Escalares, Ajolotes y hasta Pirañas Amazónicas, gozan de los cuidados que los enfermos carecen. Mientras se lee la novela, el relato de los enfermos y el de la afición por los peces se alternan para dotarla de cierto simbolismo en torno a la belleza, la fugacidad de la vida, la enfermedad y la muerte.

## Estructura
La novela está dividida en dos partes y cuenta con un narrador-protagonista. Primero se narra el proceso de transformación del salón de belleza en «moridero», así como la naciente afición del protagonista por la crianza de peces y la amistad de éste con dos de sus empleados. La segunda parte enmarca a la primera temporalmente, pues en ella se conoce el origen familiar del personaje principal, la apertura del salón de belleza y su posterior declive. 
El anonimato destaca como aspecto que condiciona varios elementos narratológicos de la obra, tales como el tiempo, el espacio y los personajes, ya que nunca se menciona una fecha, un lugar o el nombre de algún personaje. Asimismo, jamás se sabe cuál es la enfermedad padecida por los huéspedes del salón de belleza. 

## Ediciones en español
- Salón de belleza, Jaime Campodónico Editor, Lima, 1994.

- Tres novelas (Efecto invernadero, Canon perpetuo, Salón de belleza), El Santo Oficio, Lima, 1995.

- Salón de belleza y Efecto invernadero, Ediciones del Equilibrista/CONACULTA, México D. F. 1997.

- Salón de belleza, Tusquets Editores, México D. F., 1999.

- Obra reunida, Alfaguara, 2005. Incluye: Salón de belleza; Efecto invernadero; Canon perpetuo; Damas chinas; La escuela del dolor humano de Sechuán; El jardín de la señora Murakami; Bola negra; Shiki Nagaoka: Una nariz de ficción; La mirada del pájaro transparente, Flores; y Underwood portátil.

- Obra reunida, Alfaguara, España, 2013. Incluye: Salón de belleza; Efecto invernadero; Canon perpetuo; Damas chinas; El jardín de la señora Murakami; Bola negra; Shiki Nagaoka; Una nariz de ficción; La mirada del pájaro transparente; Jacobo el mutante; Perros héroes; Flores; La escuela del dolor humano de Sechuán; Underwood portátil: Modelo 1915; y Los fantasmas del masajista y La biografía ilustrada de Mishima.

## Ediciones en otras lenguas
- Salon de beauté, André Gabastou [Traductor]), Stock, París, 2000.

- Beauty Salon, Kurt Hollander [Traductor], City Lights, 2009.